# Beleg van Korfoe (1537)
Het Beleg van Korfoe werd geleid door de Ottomaanse keizer Süleyman I tegen het eiland Corfu, dat toen in Venetiaanse handen was. Het beleg vormde deel van de Ottomaans-Venetiaanse oorlog (1537-1540).

## Expeditie van Avlona
In 1537 werden belangrijke gezamenlijke operaties afgesproken tussen de Fransen en de Ottomanen als deel van de Frans-Ottomaanse alliantie. De Ottomanen zouden het zuiden van Italië en Napels aanvallen onder leiding van Barbarossa en Frans I zou Noord-Italië aanvallen met 50.000 soldaten. Süleyman I leidde een leger van 300.000 soldaten van Istanboel naar Albanië met als doel hen naar Italië te verschepen met de vloot. De Ottomaanse vloot verzamelde bij Avlona met 100 galeien, begeleid door de Franse ambassadeur Jean de La Forêt. Zij landden in Castro tegen het einde van juli 1537 en vertrok twee weken later weer met vele gevangenen. Barbarossa had de regio rond Otranto verwoest, met ongeveer 10.000 mensen als slaven tot gevolg. Frans I volgde echter zijn belofte niet op en viel de Nederlanden aan.

## Beleg
De Ottomanen vertrokken uit Zuid-Italië en gebruikten hun troepen om beleg te houden in Korfoe, een bezit van de Republiek Venetië. Süleyman besloot op 19 augustus 1537 van Avlona naar Korfoe te varen. De vloot, die bestond uit 320 schepen, begon Korfoe te bombarderen op 26 augustus. Ongeveer 25.000 Ottomaanse soldaten werden het eiland ingestuurd.
Tijdens het beleg werden de Ottomanen vervoegd door de Franse admiraal Bertrand d'Ornesan. Hij verliet Marseille op 15 augustus met 12 galeien en kwam in Korfoe aan in de eerste dagen van september 1537. De admiraal probeerde tevergeefs de Ottomanen te overtuigen om de kusten van Apulië, Sicilië en Ancona nog eens te plunderen. Süleyman vreesde voor een uitbraak van de pest en besloot midden september de vloot terug naar Istanboel te sturen zonder Korfoe ingenomen te hebben.

## Nasleep
De Franse ambassadeur Jean de La Forêt werd rond die tijd ernstig ziek en stierf. Frans I begon dan toch met Italië binnen te vallen en bereikte Rivoli op 31 oktober 1537.
De vloot van d'Ornesan overwinterde bij Chios tot 17 februari 1538. Toen werd de beslissing genomen dat drie schepen naar Istanboel zouden gaan terwijl de rest zou terugkeren naar Frankrijk. In Istanboel werden zij ontvangen door de Franse ambassadeur Charles de Marillac. Barbarossa zorgde voor de onkosten en de Franse galeien vertrokken terug naar Nice langs Monastir.
Een gevolg van het beleg was dat de Venetianen een alliantie aangingen met de paus en de Habsburgers tegen de Ottomanen. Op 18 juni 1538 tekende Frans I het Verdrag van Nice met Karel V. Dit maakte een tijdelijk einde aan de Frans-Ottomaanse alliantie.